# 礦水城區

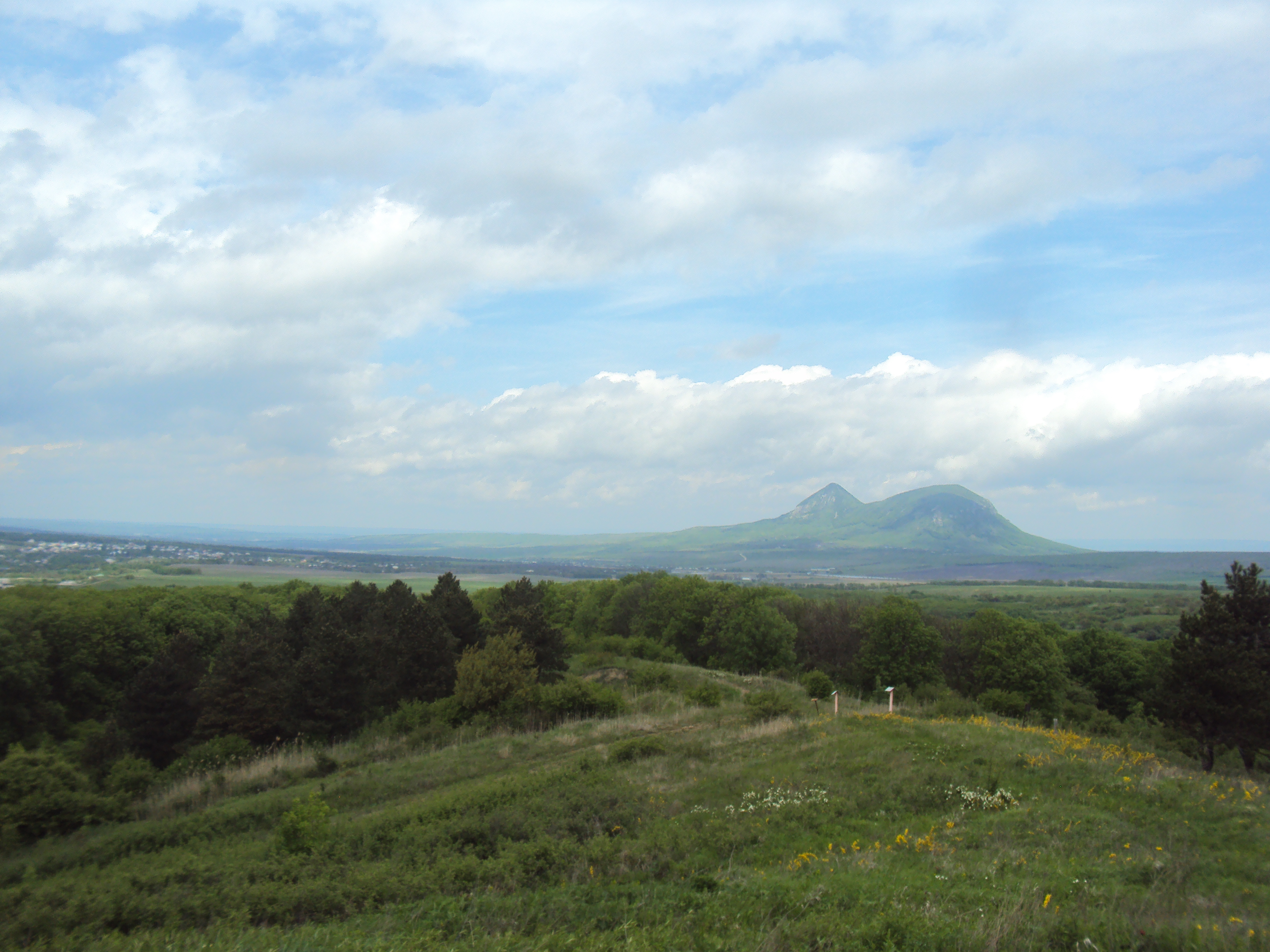

44°12′N 43°07′E / 44.200°N 43.117°E
礦水城區（俄语：Минераловодский район），是俄羅斯的一個區，位於該國西南部，由斯塔夫羅波爾邊疆區負責管轄，面積1,490平方公里，2010年人口49,404，人口密度每平方公里33.16人。